# După concurs
După concurs este un film românesc din 1955 regizat de Gheorghe Naghi. Rolurile principale au fost interpretate de actorii Andrei Codarcea, Valentina Cios, Titus Lapteș.

## Distribuție
Distribuția filmului este alcătuită din:
- Nicolae Neamțu-Ottonel
- Valentina Cios — Ana
- Titus Lapteș
- Andrei Codarcea — Vasile Ilieș
- Ion Mâinea — Mihai
- Luluca Bălălău